# Grafheuvels Bosberg Swalmen
De grafheuvels op de Bosberg Swalmen zijn elf prehistorische grafheuvels gelegen in het bos op ruim een kilometer ten oosten van de dorpsrand van Swalmen in de gemeente Roermond in de Nederlandse provincie Limburg. De grafheuvels vormen een grafveld boven op de Bosberg dat bestaat uit elf heuvels. Tien van de heuvels liggen in de buurt van de Bosstraat, de elfde ligt ongeveer 400 meter noordelijker en is nauwelijks zichtbaar.
De grafheuvels zijn opgeworpen in de periode 1600-1300 v.Chr. en worden deels toegerekend aan de Hilversumcultuur. De grafheuvels werden opgeworpen met plaggen die ze opwierpen over urnen en lijkbegraving heen.
Op een van de grafheuvels heeft vroeger de galg van de gemeente Swalmen gestaan.
De zuidelijke tien grafheuvels zijn een rijksmonument.

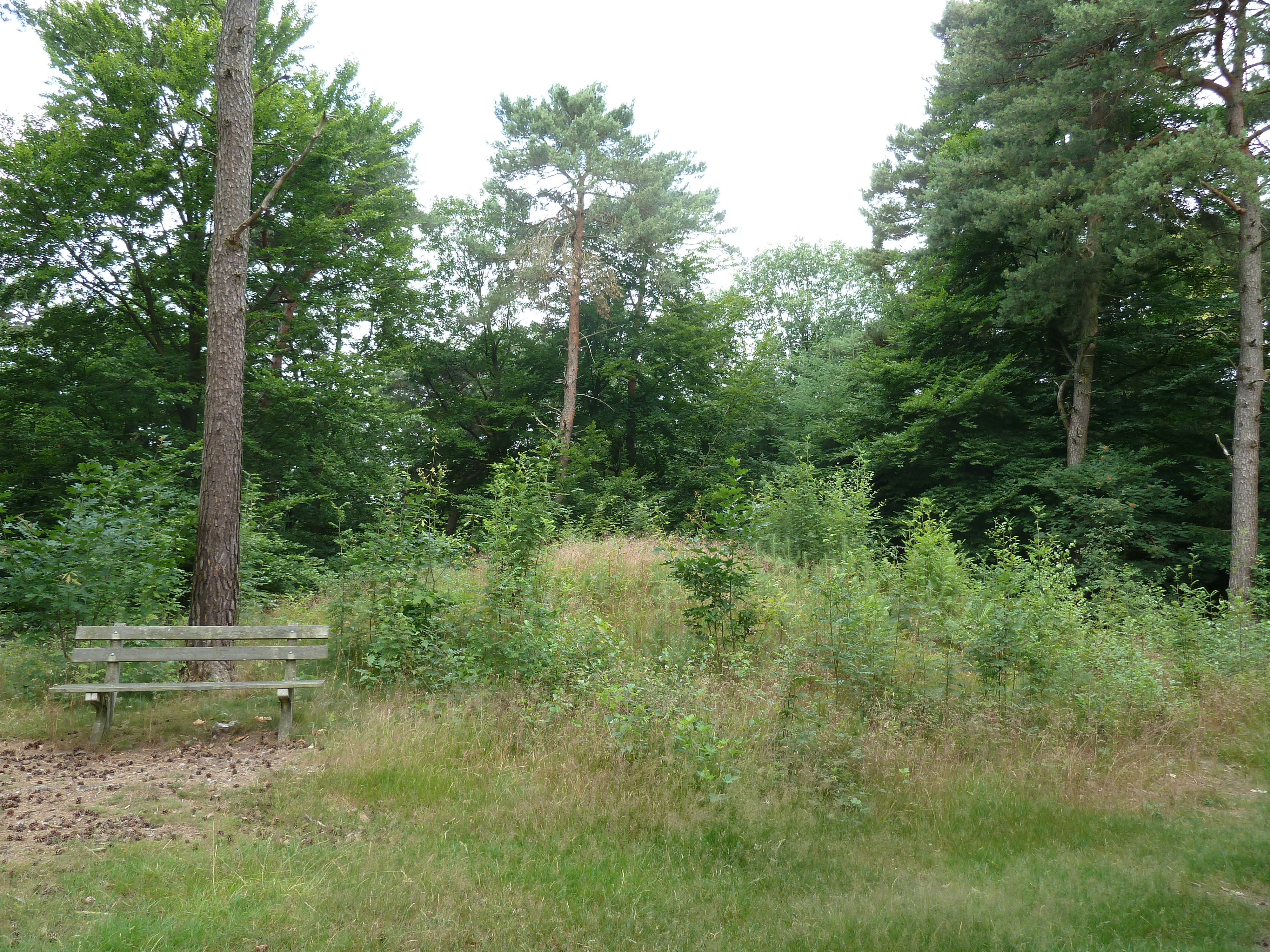
Een van de grafheuvels
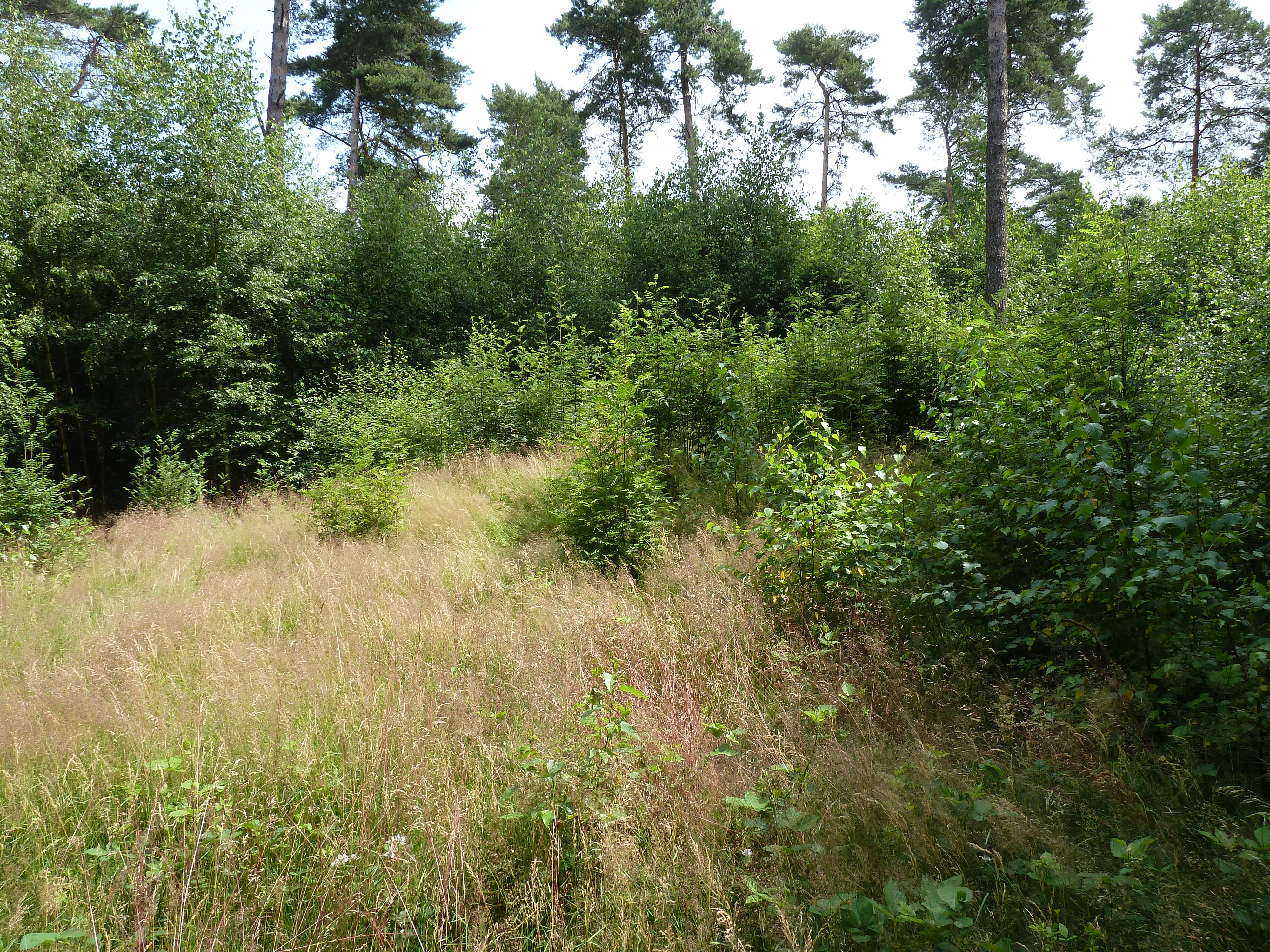
Een van de grafheuvels
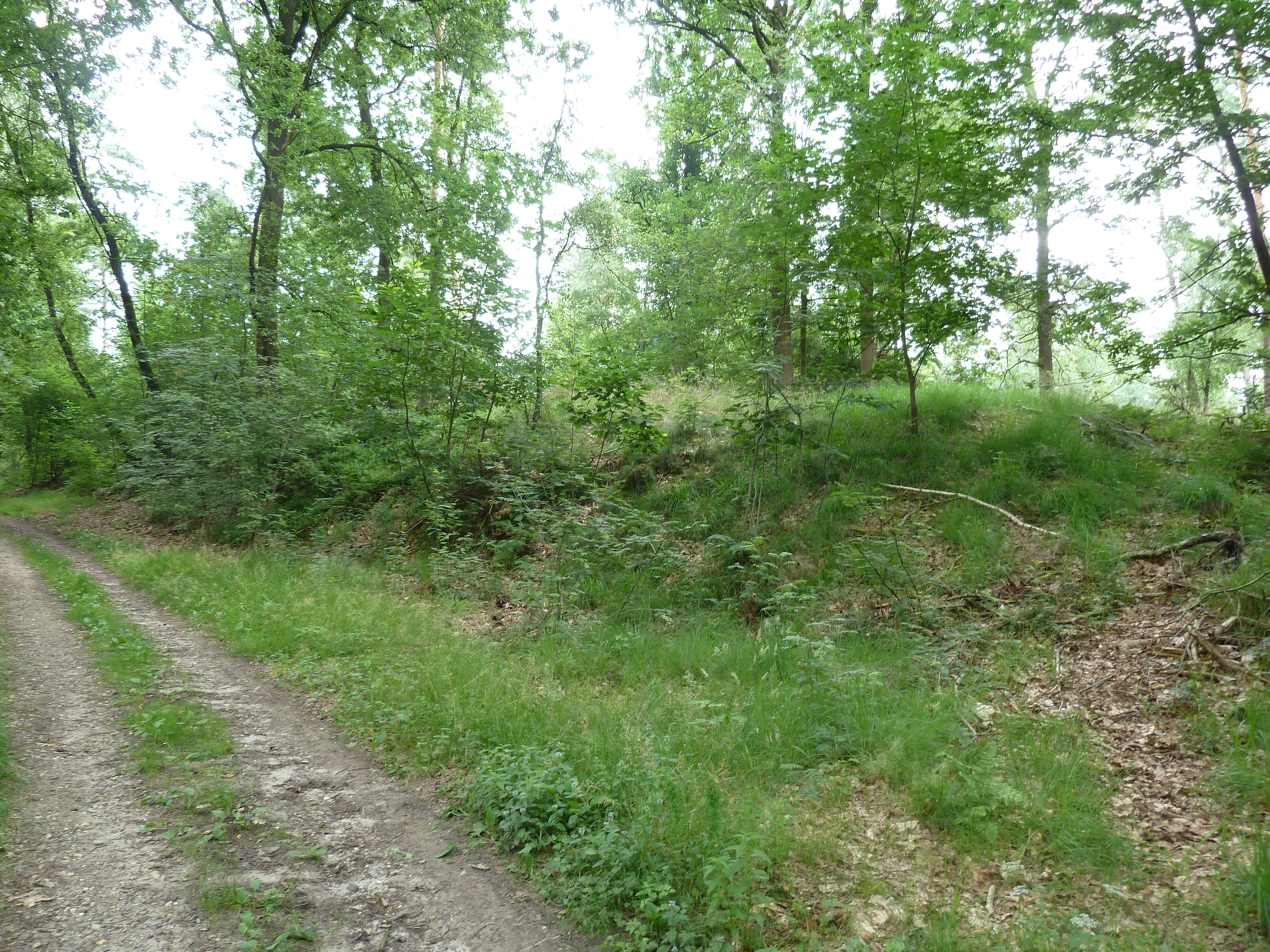
De locatie van de noordelijke grafheuvel, geen duidelijke vorm te zien